# Shimohira Takumi
Shimohira Takumi (下平 匠 Shimohira Takumi, sinh ngày 6 tháng 10 năm 1988 ở Minoo, Osaka) là một cầu thủ bóng đá người Nhật Bản hiện tại thi đấu cho Yokohama F. Marinos.

## Thống kê sự nghiệp câu lạc bộ
Cập nhật đến ngày 2 tháng 1 năm 2018.
| Thành tích câu lạc bộ | Thành tích câu lạc bộ | Thành tích câu lạc bộ | Giải vô địch | Giải vô địch | Cúp                   | Cúp                   | Cúp Liên đoàn | Cúp Liên đoàn | Châu lục | Châu lục  | Khác    | Khác      | Tổng cộng | Tổng cộng |
| Mùa giải              | Câu lạc bộ            | Giải vô địch          | Số trận      | Bàn thắng    | Số trận               | Bàn thắng             | Số trận       | Bàn thắng     | Số trận  | Bàn thắng | Số trận | Bàn thắng | Số trận   | Bàn thắng |
| Nhật Bản              | Nhật Bản              | Nhật Bản              | Giải vô địch | Giải vô địch | Cúp Hoàng đế Nhật Bản | Cúp Hoàng đế Nhật Bản | Cúp Liên đoàn | Cúp Liên đoàn | AFC      | AFC       | Khác1   | Khác1     | Tổng cộng | Tổng cộng |
| --------------------- | --------------------- | --------------------- | ------------ | ------------ | --------------------- | --------------------- | ------------- | ------------- | -------- | --------- | ------- | --------- | --------- | --------- |
| 2007                  | Gamba Osaka           | J1                    | 3            | 0            | 1                     | 0                     | 0             | 0             | -        | -         | -       | -         | 4         | 0         |
| 2008                  | Gamba Osaka           | J1                    | 15           | 0            | 2                     | 0                     | 3             | 0             | 7        | 0         | 2       | 0         | 29        | 0         |
| 2009                  | Gamba Osaka           | J1                    | 27           | 0            | 3                     | 1                     | 1             | 0             | 5        | 0         | -       | -         | 36        | 1         |
| 2010                  | Gamba Osaka           | J1                    | 6            | 0            | 4                     | 1                     | 0             | 0             | 4        | 0         | -       | -         | 14        | 1         |
| 2011                  | Gamba Osaka           | J1                    | 21           | 1            | 0                     | 0                     | 2             | 0             | 4        | 0         | -       | -         | 27        | 1         |
| Tổng cộng             | Tổng cộng             | Tổng cộng             | 72           | 1            | 10                    | 2                     | 6             | 0             | 20       | 0         | 2       | 0         | 110       | 3         |
| 2012                  | Omiya Ardija          | J1                    | 34           | 0            | 4                     | 0                     | 3             | 0             | -        | -         | -       | -         | 41        | 0         |
| 2013                  | Omiya Ardija          | J1                    | 30           | 1            | 3                     | 0                     | 3             | 0             | -        | -         | -       | -         | 36        | 1         |
| Tổng cộng             | Tổng cộng             | Tổng cộng             | 64           | 1            | 7                     | 0                     | 6             | 0             | -        | -         | -       | -         | 77        | 1         |
| 2014                  | Yokohama F. Marinos   | J1                    | 28           | 2            | 1                     | 0                     | 2             | 0             | 2        | 0         | 1       | 0         | 34        | 2         |
| 2015                  | Yokohama F. Marinos   | J1                    | 34           | 1            | 2                     | 0                     | 2             | 0             | -        | -         | -       | -         | 38        | 1         |
| 2016                  | Yokohama F. Marinos   | J1                    | 15           | 1            | 0                     | 0                     | 1             | 0             | -        | -         | -       | -         | 16        | 1         |
| 2017                  | Yokohama F. Marinos   | J1                    | 5            | 0            | 5                     | 0                     | 3             | 0             | -        | -         | -       | -         | 13        | 0         |
| 2018                  | Yokohama F. Marinos   | J1                    | 0            | 0            | 0                     | 0                     | 0             | 0             | -        | -         | -       | -         | 0         | 0         |
| Tổng cộng             | Tổng cộng             | Tổng cộng             | 82           | 4            | 8                     | 0                     | 8             | 0             | 2        | 0         | 1       | 0         | 101       | 4         |
| Tổng cộng sự nghiệp   | Tổng cộng sự nghiệp   | Tổng cộng sự nghiệp   | 218          | 6            | 25                    | 2                     | 20            | 0             | 22       | 0         | 3       | 0         | 288       | 8         |

1Bao gồm Siêu cúp Nhật Bản, Pan-Pacific Championship, Giải bóng đá vô địch Suruga Bank và Giải bóng đá Cúp câu lạc bộ thế giới.

## Team honours
- Giải vô địch bóng đá các câu lạc bộ châu Á - 2008
- Pan-Pacific Championship - 2008
- Cúp Hoàng đế Nhật Bản - 2008, 2009